# Ernst Veenemans
Ernst Willem Veenemans (Haarlem, 18 de marzo de 1940-Laren, 2 de octubre de 2017) fue un deportista neerlandés que compitió en remo.
Participó en dos Juegos Olímpicos de Verano en los años 1960 y 1964, obteniendo una medalla de plata en Tokio 1964 en la prueba de dos sin timonel. Ganó dos medallas en el Campeonato Europeo de Remo, bronce en 1961 y oro en 1964.

## Palmarés internacional
| Juegos Olímpicos   | Juegos Olímpicos         | Juegos Olímpicos  | Juegos Olímpicos |
| Año                | Lugar                    | Medalla           | Prueba           |
| ------------------ | ------------------------ | ----------------- | ---------------- |
| 1964               | Tokio (Japón)            | Medalla de plata  | Dos sin timonel  |
| Campeonato Europeo |                          |                   |                  |
| Año                | Lugar                    | Medalla           | Prueba           |
| 1961               | Praga (Checoslovaquia)   | Medalla de bronce | Dos sin timonel  |
| 1964               | Ámsterdam (Países Bajos) | Medalla de oro    | Dos sin timonel  |